# Molophilus macrophallus
Molophilus macrophallus là một loài ruồi trong họ Limoniidae. Chúng phân bố ở miền Australasia.